# Eremaeus tuberosus
Eremaeus tuberosus är en kvalsterart som beskrevs av Gordeeva 1970. Eremaeus tuberosus ingår i släktet Eremaeus och familjen Eremaeidae. Inga underarter finns listade i Catalogue of Life.